# Jauche
Als Jauche oder  Gülle bezeichnet man eine Sammlung flüssiger Exkremente (Urin und eventuell aufgeschwemmter Kot) von Tieren und Menschen in entsprechenden Auffangbecken (Jauchegruben). Dort entsteht eine stinkende, braune Flüssigkeit. Das Gemisch wird gelegentlich mit einem Saugrohr in Jauchefässer oder andere Behälter abgepumpt und als Dünger auf Wiesen und Äcker verteilt. Weiterhin wird Jauche auch zur Herstellung von Biogas verwendet und fand im Mittelalter Anwendung bei der Belagerung von Burganlagen (etwa Burg Schwanau bei Straßburg und Burg Carlstein).

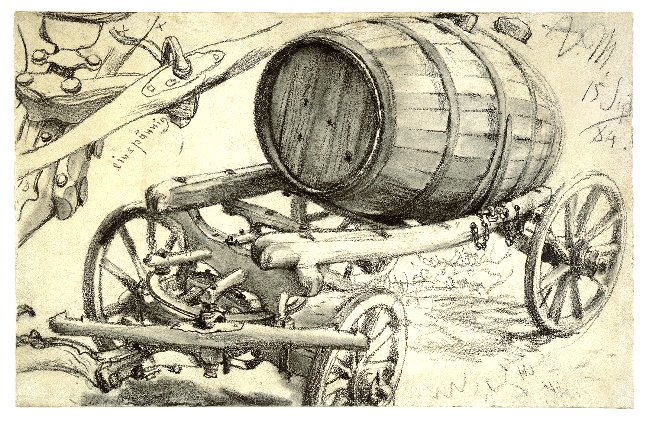
Adolph Menzel: Jauchefass auf Wagen, 1884

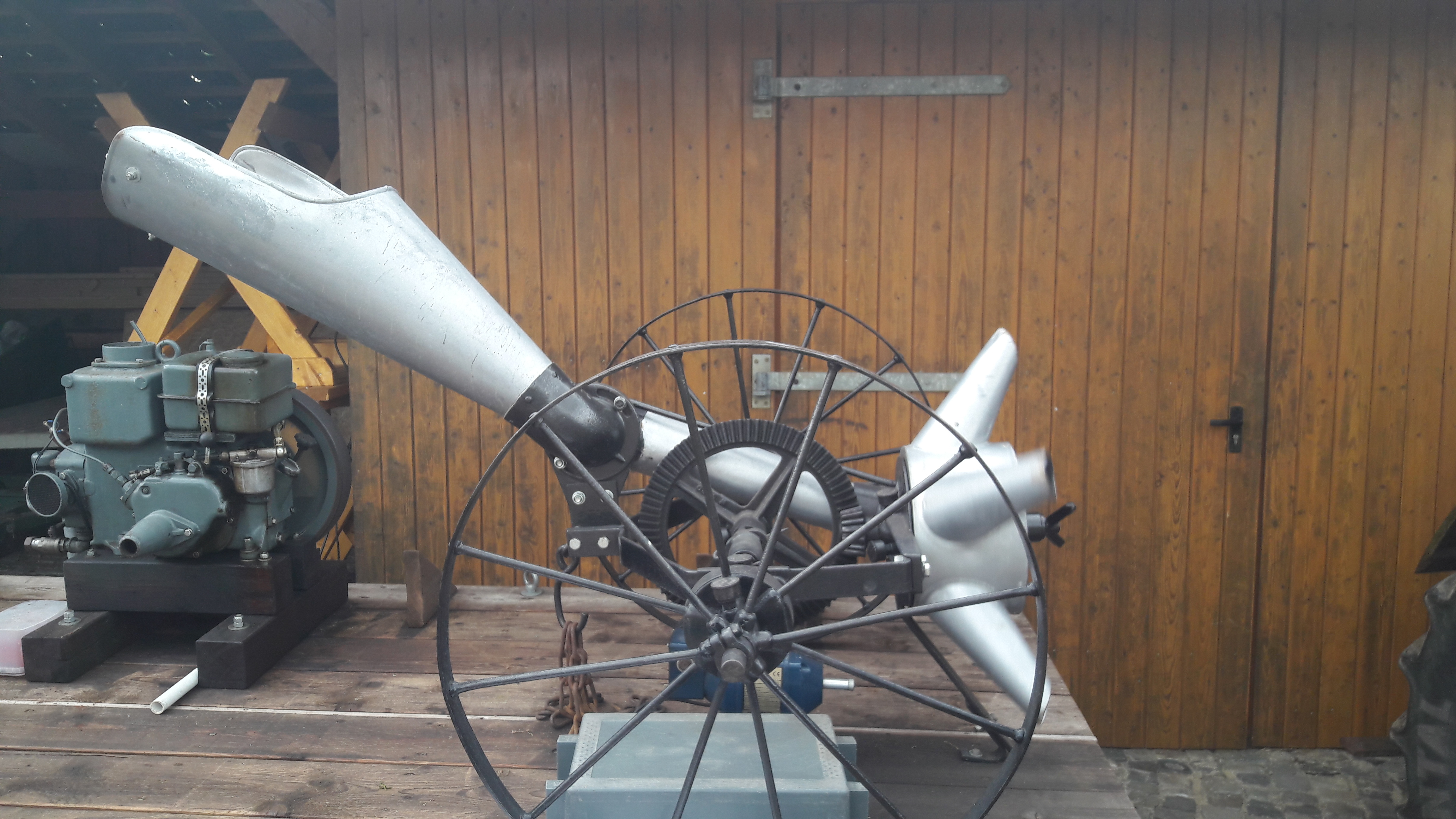
Die Jaucheschleuder wurde hinter ein Jauchefass gespannt. Hersteller: Carl August Wagner, Maschinenfabrik Kirschau

In der deutschen Sprache gibt es landschaftliche Unterschiede für den Gebrauch des Wortes Jauche. Vor allem die Abgrenzung zur Gülle ist im Norden deutlicher als im Süden. Daneben existieren zahlreiche andere mundartliche Bezeichnungen, bspw. mittelbairisch Odl, südmeißnisch Sudel, hochalemannisch Bschütti und rheinländisch Puddel.
Als Jauche bezeichnet man auch gärende Ansätze von Pflanzenmaterial mit Wasser zu gärtnerischen Zwecken (Pflanzenjauche). Ein Beispiel ist die Brennnesseljauche, die als natürliches Spritzmittel gegen Pflanzenparasiten verwendet wird.

## Unterschied Jauche – Gülle
In Gegenden, in denen unter Jauche ausschließlich Pflanzenjauche verstanden wird, bezeichnet (nur) Gülle ein Gemisch tierischer Exkremente (Kot und Urin) sowie Wasser und mitunter auch Einstreu wie Stroh. Sie kommt in der Regel durch die sogenannte Schwemmentmistung zustande. Jauche besteht fast nur aus Urin, z. B. von Rindern.
Gülle und Jauche unterscheiden sich in diesem Sinne deutlich in ihrem Nährstoffgehalt. Die Gülle ist konzentrierter, somit reicher an Kalium und Stickstoff. Gülle hat einen höheren Trockensubstanzanteil, da auch Kot und oft zudem Stroh (Einstreu) oder ähnliche Materialien enthalten sind. Die Nährstoffe werden durch Gärprozesse zum Teil mineralisiert, das heißt in anorganische Formen überführt (Ammonium, Nitrat, Phosphat) und sind damit sofort für die Pflanzen verfügbar. In der heutigen Landwirtschaft überwiegt deshalb die Gülle als wirtschaftseigener Dünger, zumal sie einer vereinfachten Stalltechnik entstammt.